# Enrico Scodnik
Enrico Scodnik (Napoli, 29 gennaio 1866 – Roma, 31 gennaio 1951) è stato un militare, dirigente d'azienda e politico italiano.